# Jan Wiatr

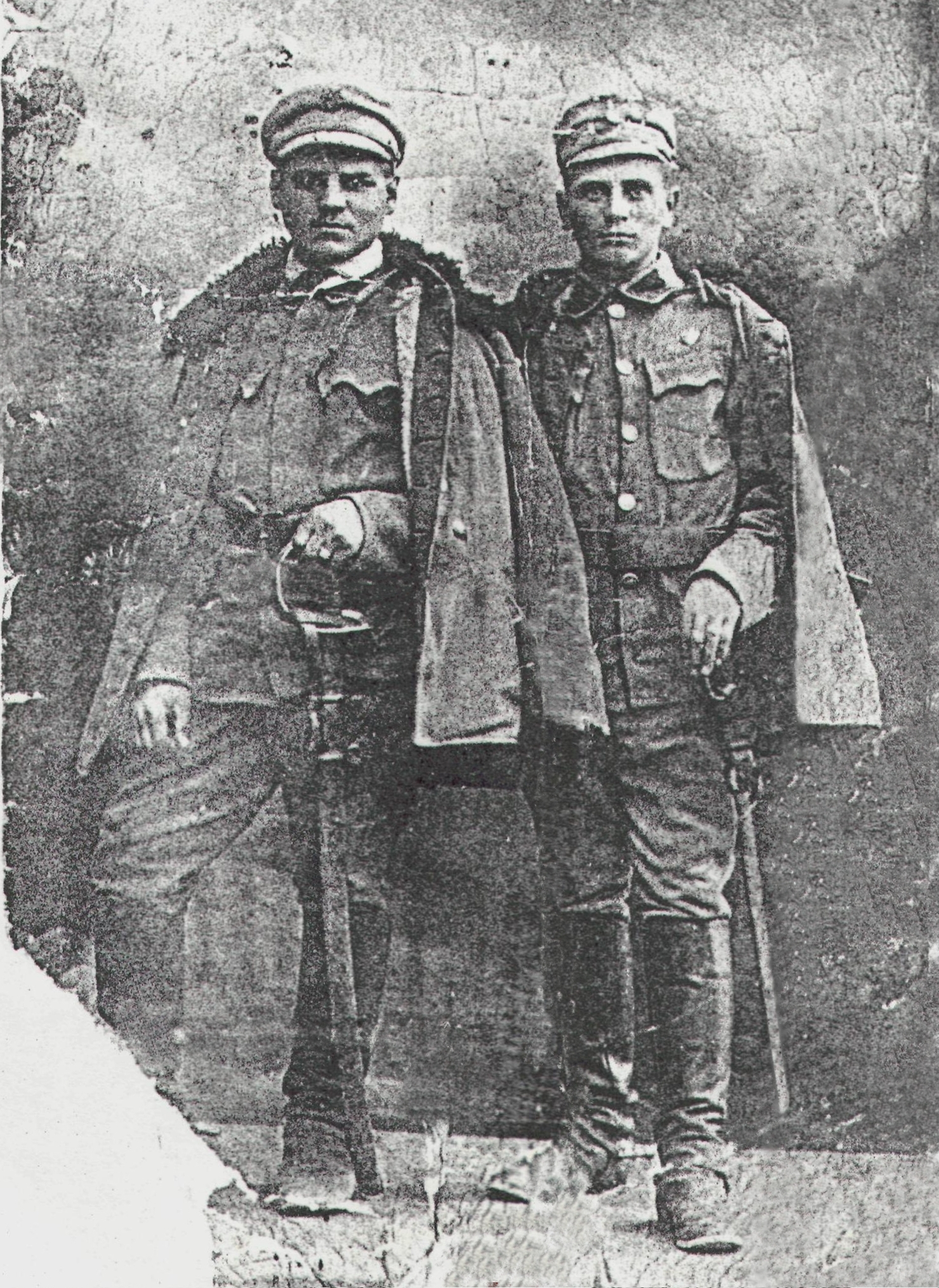
Wiatr Jan (z lewej strony, ok. 1915 r.), bombardier Legionów Polskich

Jan Wiatr (ur. 15 grudnia 1895 w Stróżach Niżnych, zm. 20 sierpnia 1960 w Stróżach) – kapral rezerwy Wojska Polskiego, działacz niepodległościowy, kawaler Orderu Virtuti Militari.

## Życiorys
Urodził się 15 grudnia 1895 w Stróżach Niżnych, w ówczesnym powiecie grybowskim Królestwa Galicji i Lodomerii, w rodzinie Stanisława i Antoniny z Biedroniów. Uczęszczał do szkoły powszechnej 4 klasowej w Stróżach Wyżnych. Po zakończeniu nauki został wysłany przez ojca do przyuczenia zawodu stolarza w warsztacie stolarskim w Nowym Sączu gdzie pracował do wybuchu I wojny światowej.
2 września 1914, w wieku 19 lat, wstąpił ochotniczo do Legionów Polskich (podczas zgłoszenia się w komisji wojskowej podał że ma 21 lat). Po dwóch tygodniach szkolenia został wysłany na front i brał udział działaniach wojennych. 10 maja 1915 podczas walk w Legionach Polskich został lekko ranny. W kwestionariuszu osobowym wymieniono nazwy miejscowości, walki i bitwy w których uczestniczył: pod Mołotkowem, pod Rafajłową, pod Pasieczną, pod Mołotkowem, pod Baranowiczami, pod Karlibabą.
W czasie kryzysu przysięgowego w listopadzie 1917 odmówił złożenia przysięgi na wierność wojskom Cesarstwa Niemiec, pomimo odmowy złożenia przysięgi został przymusowo wysłany na front Włoski, gdzie uczestniczył w walkach. Podczas walk na froncie włoskim został wzięty do niewoli.
Podczas wojny polsko-bolszewickiej w stopniu bombardiera walczył w 3 baterii I Pułku Artylerii Legionów Polskich. W 1920 na wniosek dowódcy pułku otrzymał najwyższe polskie odznaczenie wojskowe, Krzyż Srebrny Virtuti Militarii V klasy, w uzasadnieniu wniosku o odznaczenie napisano: „Jako komendant patrolu telefonicznego baterii dał cały szereg dowodów, że obowiązek utrzymania łączności między batalionem a stanowiskiem obserwatorów cenił więcej niż życie ....". Wniosek dotyczył walk podczas bitwy pod Karlibabą gdzie w lipcu 1916 walczyła 3 bateria pod dowództwem por. Kacpra Wojnara. Jan Wiatr wykazał się odwagą gdzie zapewnił stałą łączność naprawiając zerwane przewody telefoniczne pod ostrzałem z rosyjskich pozycji. Połączenie telefoniczne baterii z punktem obserwacyjnym umożliwiało przeprowadzanie skutecznego ostrzału wrogich pozycji i skuteczne odparcie ataków wojsk rosyjskich. Po zakończeniu wojny powrócił do rodzinnych Stróż, ożenił się Emilią z d. Michalik, zatrudnił się na kolei, pracował jako pracownik fizyczny w służbie drogowej Polskich Kolei Państwowych. W Stróżach należał do Związku Strzeleckiego gdzie pełnił funkcję instruktora.
Po wybuchu II wojny światowej pomimo trudnej sytuacji finansowej w czasie okupacji niemieckiej nie podjął pracy w kolejach niemieckich III Rzeszy, dopiero po zakończeniu działań wojennych po 1945 podjął ponownie pracę na kolei, gdzie pracował do osiągnięcia wieku emerytalnego. Zmarł 20 sierpnia 1960 r. w Stróżach i tam został pochowany na cmentarzu parafialnym.

## Ordery i odznaczenia
- Krzyż Srebrny Orderu Wojskowego Virtuti Militari nr 7542 – 17 maja 1922[7][8][1]
- Krzyż Niepodległości – 16 marca 1933 „za pracę w dziele odzyskania niepodległości”[9][10][11]